# Platyderus schrammi
Platyderus schrammi – gatunek chrząszcza z rodziny biegaczowatych. Endemit północnej Hiszpanii.

## Taksonomia
Gatunek ten opisany został po raz pierwszy w 2012 roku przez Aleksandra Aniszczenkę na łamach „Baltic Journal of Coleopterology”. Jako miejsce typowe wskazano Castrejanę w Bizkaii w północnej Hiszpanii. Epitet gatunkowy nadano na cześć George’a Schramma, który w 1904 roku odłowił materiał typowy. W obrębie podrodzaju nominatywnego rodzaju Platyderus omawiany takson zaliczono do grupy gatunków lusitanicus.

## Morfologia i zasięg
Chrząszcz o ciele długości od 6,7 do 7,3 mm, ubarwionym czarniawobrązowo z jaśniejszymi czułkami, głaszczkami i odnóżami. Głowa jest zaokrąglona, o powierzchni punktowanej, z parą małych, okrągłych wcisków na czole. Oczy złożone są lekko wyłupiaste. Niespełna 1,3 raza szersze niż dłuższe przedplecze ma silniej niż u P. pyrenaeus wystające ku przodowi kąty przednie, proste ze stępionym wierzchołkiem kąty tylne i obrzeżone wszystkie krawędzie. Dołki przypodstawowe przedplecza są długie, wąskie, podłużne, prawie liniowate i dobrze odgraniczone, od brzegów bocznych oddzielone płaskimi i gładkimi powierzchniami. Płaski, gładki, pozbawiony mikrorzeźby dysk przedplecza ma głęboką, niedochodzącą do żadnej krawędzi linię pośrodkową. Pokrywy są od 1,42 do 1,45 raza dłuższe niż szerokie, najszersze w nasadowej ⅓, o zaokrąglonych i pozbawionych ząbków kątach barkowych, prawie równoległych brzegach bocznych oraz łuseczkowatej mikrorzeźbie powierzchni. Podstawa pokryw obrzeżona jest na całej szerokości. Rzędy są głębokie, na całej długości równej głębokości, niemal gładkie, międzyrzędy zaś lekko sklepione i drobno punktowane. W okolicy tarczki obecny jest rządek przytarczkowy i chetopor (punkt szczecinkowy) przytarczkowy. Chetopor bazalny umieszczony jest na trzecim rzędzie, a chetopor wierzchołkowy na trzecim lub drugim rzędzie. Spód ciała ma punktowane boki zapiersia (metawentrytu), powierzchownie punktowane episternity zatułowia (metepisternity) oraz niepunktowane pleury przedtułowia, episternity śródtułowia i sternity odwłoka. Genitalia samca mają szerszy i krótszy niż P. pyrenaeus płat środkowy edeagusa oraz specyficzną budowę endofallusa.
Owad palearktyczny, endemiczny dla północnej Hiszpanii.